# 12 tháng 6
12 tháng 6 là ngày thứ 163 (164 trong năm nhuận) trong lịch Gregory. Còn 202 ngày trong năm.

## Sự kiện
- 618 – Lý Uyên buộc Tùy Cung Đế Dương Hựu phải thiện vị
- 1117 – Khang vương Triệu Cấu đăng cơ làm hoàng đế tại Ứng Thiên phủ, kiến lập chính quyền Nam Tống
- 1560 – Thời kỳ Chiến Quốc: Oda Nobunaga đánh bại Imagawa Yoshimoto trong trận Okehazama tại địa phận tỉnh Aichi ngày nay.
- 1864 - Kết thúc Trận Cold Harbor trong thời Nội chiến Hoa Kỳ
- 1898 - Tướng Emilio Aguinaldo tuyên bố Philippines độc lập sau 300 năm bị Tây Ban Nha cai trị
- 1936  - Hiến pháp Stalin  được đệ trình để tranh luận toàn quốc ở Liên Xô
- 1942 – Anne Frank được cha tặng cho một tập vở nhân kỷ niệm sinh nhật thứ 13 của cô, cô quyết định dùng nó để viết nhật ký.
- 1945 - Khâm sai Bắc Bộ Phan Kế Toại ra nghị định đổi tên Trường Trung học Bảo hộ ở Hà Nội thành Trường Quốc lập Trung học Chu Văn An
- 1965 - Máy bay của không quân Mỹ ném bom Trại điều dưỡng bệnh phong Quỳnh Lập (Nghệ An)
- 1968 - Đại hội đồng Liên hiệp quốc đã thông qua hiệp ước cấm phổ biến vũ khí hạt nhân và kêu gọi các nước phê chuẩn hiệp ước này
- 1969 - Quốc hội và Chính phủ Việt Nam Dân chủ Cộng hoà ra tuyên bố về việc thành lập Chính phủ Cách mạng lâm thời Cộng hoà miền Nam Việt Nam
- 1978 - Nhật Bản xảy ra động đất ngoài khơi Miyagi
- 1979 - Thượng viện Hoa Kỳ bỏ phiếu chấm dứt cấm vận kinh tế đối với Zimbabwe Rhodesia
- 1987 – Chiến tranh Lạnh: Trước Cổng Brandenburg, Tổng thống Hoa Kỳ Ronald Reagan công khai thách thức Tổng Bí thư Đảng Cộng sản Liên Xô Mikhail Gorbachyov phá đổ Bức tường Berlin.
- 1991 - Liên bang Nga tuyên bố chủ quyền quốc gia của mình. Sau đó, ngày 19/08, Liên Xô tan rã
- 1994 - Khởi hành chuyến bay đầu tiên của chiếc Boeing 777 do hãng Boeing của Hoa Kỳ chế tạo
- 1996 - Bangladesh tổ chức bầu cử quốc hội tự do
- 2005 - Tại Iran bắt đầu xảy ra Vụ đánh bom Ahvaz
- 2014 - Khai mạc World Cup 2014 tại thành phố Sao Paulo, Brasil
- 2016 - Xả súng tại hộp đêm Pulse dành cho người đồng tính ở Orlando, Florida, khiến 50 người chết và 53 người bị thương

## Sinh
- 1107 - Tống Cao Tông, hoàng đế nhà Tống
- 1827 – Nguyễn Phúc Miên Tuấn, tước phong Hòa Thạnh vương, hoàng tử con vua Minh Mạng (m. 1907)
- 1854 - George Eastman, người sáng lập công ty Eastman Kodak
- 1892 - Djuna Barnes, nữ nhà văn Mỹ
- 1908 - Otto Skorzeny, Trung tá Đức Quốc xã
- 1921 - Phạm Thế Ngũ, nhà giáo, nhà nghiên cứu Văn học Việt Nam
- 1924 - George Herbert Walker Bush, tổng thống thứ 41 của Hoa Kỳ (m. 2018)
- 1927 - 
  - Johanna Spyri, nữ nhà văn Thuỵ Sĩ
  - Đỗ Quang Thắng, nguyên Ủy viên Bộ Chính trị, bí thư Trung ương Đảng, chủ nhiệm Ủy ban kiểm tra Trung ương Đảng Cộng sản Việt Nam
- 1929 - Anne Frank, nạn nhân Phát-xít Đức, tác giả Nhật ký Anne Frank
- 1937 - Vladimir Igorevich Arnold, nhà toán học Liên Xô
- 1942 - Trần Thiện Thanh, cố nhạc sĩ, ca sĩ, hạ sĩ quan Việt Nam Cộng hòa
- 1953 - Nguyễn Thiện Nhân, phó thủ tướng Việt Nam
- 1957 - Hà Huy Thông, phó chủ nhiệm Ủy ban Đối ngoại của Quốc hội Việt Nam
- 1960 - Dannavan Morrison, cựu vận động viên cricket người Bahamas
- 1972 - 
  - Hồ Thị Cẩm Đào, một nữ chính khách Việt Nam
  - Inger Miller, nữ vận động viên điền kinh Mỹ
- 1973 - 
  - Christian Vieri, cầu thủ Ý
  - Daron Rahlves, vận động viên chạy ski Mỹ
- 1979 - Diego Milito, cầu thủ bóng đá Argentina
- 1980 - Jerri Ariel Farias Hahn, cầu thủ Brazil
- 1981 - 
  - Nora Tschirner, nữ diễn viên Đức
  - Klemen Lavric, cầu thủ Slovenia
- 1982 - Andrea Wolf, cầu thủ bóng đá Đức
- 1983 - 
  - Anja Rubik, người mẫu Ba Lan
  - Christine Sinclair, cầu thủ Canada
- 1985 - 
  - Dave Franco, diễn viên Mỹ
  - Tasha-Ray Evin, nhạc sĩ Canada
- 1987 - 
  - Abbey Lee Kershaw, người mẫu Úc
  - Paul Janes, cầu thủ bóng đá Đức
- 1990 - Phan Minh Huyền, nữ diễn viên người Việt Nam
- 1992 - Philippe Coutinho, cầu thủ bóng đá Brazil

## Mất
- 1972 - Ludwig von Bertalanffy, nhà sinh vật học Áo
- 1980 - Ōhira Masayoshi, Thủ tướng Nhật Bản
- 1981 - Mahmoud Fawzi, thủ tướng Ai Cập
- 1981 - Anton Freiherr von Aretin, chính trị gia Đức
- 1981 - Harry Harlow, nhà tâm lý học Mỹ
- 1982 - Otto Brunner, nhà sử học Áo
- 1982 - Karl von Frisch, nhà sinh vật học, nhà động vật học từng nhận giải Nobel.
- 1985 - Dominique Laffin, nữ diễn viên Pháp
- 1985 - Helmuth Plessner, triết gia Đức
- 1988 - Marcel Poot, nhà soạn nhạc Bỉ
- 1990 - George Meistermann, họa sĩ Đức
- 1995 - Arturo Benedetti Michelangeli, nghệ sĩ dương cầm Ý
- 1997 - Bulat Shalvovich Okudzhava, thi sĩ, nhà soạn nhạc Nga
- 2002 - Bill Blass, nhà thiết kế thời trang Mỹ
- 2012 - Elinor Ostrom, nhà khoa học chính trị người Mỹ, phụ nữ đầu tiên đoạt giải Nobel Kinh tế
- 2013 - Kimura Jiroemon, cụ ông thọ nhất từ trước đến nay trong lịch sử thế giới
- 2023 - Silvio Berlusconi, cựu thủ tướng Ý

## Ngày lễ và kỷ niệm
- Ngày quốc khánh Nga.
- Ngày quốc khánh Philippines.
- Ngày Valentine của Brasil, (ngày lễ tình nhân Dia dos Namorados).